# André Louis (ingénieur agronome)
André Louis, né le 5 janvier 1901 à Blaye (Gironde) et mort le 3 mai 1970, est un ingénieur agronome qui a contribué à l’émergence de l’agriculture biologique en France dans les années 1960.

## Biographie
André Louis est né dans une famille de viticulteurs en Gironde. Admis à l’Institut national agronomique de Paris, il en sort avec le diplôme d’ingénieur agronome en 1924. Après des stages effectués dans l’administration, notamment à la direction des Services Agricoles de Gironde, il obtient son premier poste de directeur des Services agricoles à Mende en 1938. De 1938 à 1949, il exerce la fonction de directeur des Services agricoles dans trois départements (Lozère, Ariège, Charente). Dans le même temps, il travaille à l’amélioration de son livre sur l’arboriculture, Traité d’arboriculture fruitière, lequel connait cinq éditions entre 1936 et 1953. Dans ce livre adressé aux agriculteurs comme aux enseignants d’agronomie, Louis milite pour maintenir la tradition paysanne dans la modernité. L’ouvrage constitue la genèse de sa pensée agro-écologiste.
L’évolution de l’agriculture française dans l’immédiat après-guerre inquiète l’ingénieur agronome. La modernisation agricole, caractérisée par la montée en puissance de l’agrochimie et de la mécanisation, a pour principal corollaire l’accroissement de l’exode rural. Le dépeuplement des campagnes entraîne avec lui la disparition des cultures locales rurales. Selon lui, le renouveau agricole français doit plutôt reposer sur un savant mélange de tradition et de progrès technique. L’exploitation familiale orientée en polyculture doit demeurer la base du système agricole.
Ses opinions étant en désaccord avec les directives qu’il reçoit de la part du ministère de l’Agriculture, il décide de démissionner en 1949. Il se réinstalle en Gironde pour devenir professeur d’agronomie au lycée agricole de Blanquefort de 1950 à 1966.
Il meurt dans un accident de voiture le 3 mai 1970 à l’âge de 69 ans.

## Son engagement pour la protection de la nature et pour l’agriculture biologique
Dans les années 1950, Louis s’inquiète des dégâts causés par la modernisation agricole sur l’environnement. La destruction des haies entraîne la diminution des espèces animales sauvages (petits mammifères, rapaces). Face à ce constat, il décide de fonder la section girondine de l’Association française de zoologie. Il devient un grand protecteur des rapaces considérés injustement, selon lui, comme des animaux nuisibles par les chasseurs. Expert agronome auprès des tribunaux, il expertise également les dégâts causés aux cultures par les usines Péchiney, productrices d’engrais chimiques, à Salindres (Gard) et dans la vallée de la Maurienne.
En parallèle, Louis se tient informé des opinions alternatives à l’industrialisation de l’agriculture et de l’alimentation. En 1952, il rejoint l’Association française de recherche d’une alimentation normale (AFRAN).
Il s’engage finalement dans le mouvement français d’agriculture biologique qui émerge à cette période. En 1959, il rejoint le Groupement d'agriculture biologique de l'Ouest (GABO). En 1961, il est vice-président de l’Association française d’agriculture biologique (AFAB). En désaccord avec l’orientation commerciale de l’AFAB, il décide de fonder une autre association promotrice de toutes les méthodes agricoles alternatives à la chimie agricole. Cette association qu’il fonde en 1964 avec Matteo Tavera prend le nom de Nature et Progrès. Louis s’engage pleinement dans son association en qualité de secrétaire général. Il organise des voyages d’études agrobiologiques en Allemagne, en Suisse et aux Pays-Bas et joue un rôle central dans l’organisation des congrès de l’association.
Pionnier de la protection de la nature, il participe activement aux débuts de la Société pour l’étude, la protection et l’aménagement de la nature dans le Sud-Ouest (SEPANSO).
André Louis meurt avant d'avoir pu achever un projet de livre. Intitulé Traité d’agriculture biologique, ce livre devait être un des premiers ouvrages généralistes français sur l’agriculture biologique.